# 東港 (大字)
東港，是臺灣屏東縣東港鎮的一個傳統地域名稱，也是全鎮行政中心所在地，位於該鎮西部。相較於今日行政區，其範圍大致包括新勝里、頂新里、頂中里、東和里、興台里、中興里、朝安里、八德里、豐漁里、盛漁里、興漁里、鎮海里、嘉蓮里西北部、東隆里、共和里、船頭里西部凸出部分的西大半部。

## 歷史
台灣日治初期，東港地區為一街庄，稱為「東港街」，隸屬於港東中里。該街西北隔東港溪與烏龍庄為界，東北與新街庄為鄰，東南邊為南屏庄，西南邊臨台灣海峽。
1901年（日治明治三十四年）11月，全台設置二十廳，該街隸屬於阿猴廳（1903年改稱阿緱廳）。1909年（明治四十二年）10月，合併二十廳為十二廳，該街仍隸屬於阿緱廳。1920年（大正九年），廢十二廳改設五州二廳，該街改制為「東港」大字，隸屬於高雄州東港郡東港街。
戰後東港街改制為東港鎮，隸屬於高雄縣，大字亦改制為里。1950年高、屏分治，東港鎮改隸屬於屏東縣。

## 聚落
本地區發展較早的聚落有東港、崙仔頂、後塭仔、七塊厝等，在日治期初期的官方地圖上已有記載。

## 交通
- 縣道187號

## 學校
- 東港海事
- 東港高中（附設國中部）
- 新基中學（已停辧）
- 東隆國小
- 海濱國小

## 廟宇
- 東港東福殿城隍廟（城隍廟）
- 東港豐隆宮（媽祖廟）
- 東港朝隆宮（媽祖廟）
- 東港東隆宮（王爺廟）
- 東港鎮海宮（王爺廟）
- 開基大清府嘉蓮宮（王爺廟）
- 海濱國小孔子祠（孔廟）
- 東港保萐大將軍小祠（供奉空襲身亡的日本人）